# Gods of Blitz
Gods of Blitz est un groupe allemand de rock, originaire de Berlin.

## Histoire
Le groupe est formé en septembre 2004 à Berlin. Douze mois plus tard, le premier EP intitulé Stolen Horse, sort sous le label Four Music, dont deux singles sont extraits. Il est précédé par un EP homonyme. Durant l'été 2006, Gods of Blitz joue dans quelques festivals, par exemple Hurricane, Southside, Frequency, Taubertal-Festival, Bochum Total ou Rocco del Schlacko. Ils assurent également la première partie de Wolfmother et Maxïmo Park et font une tournée en Allemagne, en Angleterre, aux Pays-Bas et en Autriche. Lors de la soirée You FM au Hessentag 2007, ils jouent en première partie des Fantastischen Vier, qui possèdent également le label Four Music à ce moment-là.
Le 28 mai 2008, le groupe annonce la séparation du leader et bassiste Sebastian Gäbel (qui fait désormais partie du collectif d'artistes The String Theory). Nico Kozik lui succède. Carsten Brocker (synthétiseur) vient compléter le line-up. Après une tournée, le groupe est officieusement dissous.
Quatre ans et demi après leur dernière apparition commune, Gods of Blitz revient réuni - dans sa formation originale - pour deux concerts de réunion les 25 et 27 mai 2012 au Lido, à Berlin. En 2020, le groupe sort son album Now. Le 24 août 2020, le chanteur Sebastian Gäbel annonce sur la page Instagram du groupe que le nouveau single Cactus Complex sortirait le 28 août 2020. 

## Discographie

### Albums studio
- 2005 : Stolen Horse
- 2007 : Reporting a Mirage
- 2009 : Under the Radar
- 2020 : Now

### Singles et EP
- 2005 : Gods of Blitz (EP)
- 2005 : Greetings from Flashbackville
- 2006 : The Rising
- 2007 : New Wave Wipe-Out
- 2007 : I Know that You Know that I Know
- 2020 : Cactus Complex